# NGC 6480
NGC 6480 (również ESO 456-?13) – chmura gwiazd Drogi Mlecznej znajdująca się w gwiazdozbiorze Skorpiona. Odkrył ją John Herschel 27 czerwca 1837 roku.